# Coplay
Coplay es un borough ubicado en el condado de Lehigh en el estado estadounidense de Pensilvania. En el año 2000 tenía una población de 3,387 habitantes y una densidad poblacional de 2,074.6 personas por km².

## Geografía
Coplay se encuentra ubicado en las coordenadas 40°40′14″N 75°29′43″O / 40.67056, -75.49528.

## Demografía
Según la Oficina del Censo en 2000 los ingresos medios por hogar en la localidad eran de $38,679 y los ingresos medios por familia eran $46,278. Los hombres tenían unos ingresos medios de $31,519 frente a los $24,983 para las mujeres. La renta per cápita para la localidad era de $18,580. Alrededor del 7% de la población estaba por debajo del umbral de pobreza.